# Flygis
Flygis är en åkattraktion i nöjesparken Liseberg i Göteborg, Sverige. Attraktionen består av åtta gondoler utformade som flygplan. Gondolerna färdas runt en oval bana och hänger i metallarmar under denna. Gondolerna hänger rakt ner när de färdas längs banans raka delar, men i banans två runda ändar svänger armarna utåt och får gondolerna att luta när de svänger runt och byter riktning.
Flygis är en barnattraktion och varje flygplan har plats för fyra barn, alternativt två barn och en vuxen. Attraktionen är placerad i det nybyggda området Kaninlandet och invigdes, samtidigt som de andra attraktionerna i Kaninlandet, när Liseberg öppnade för säsongen 27 april 2013.

## Bilder

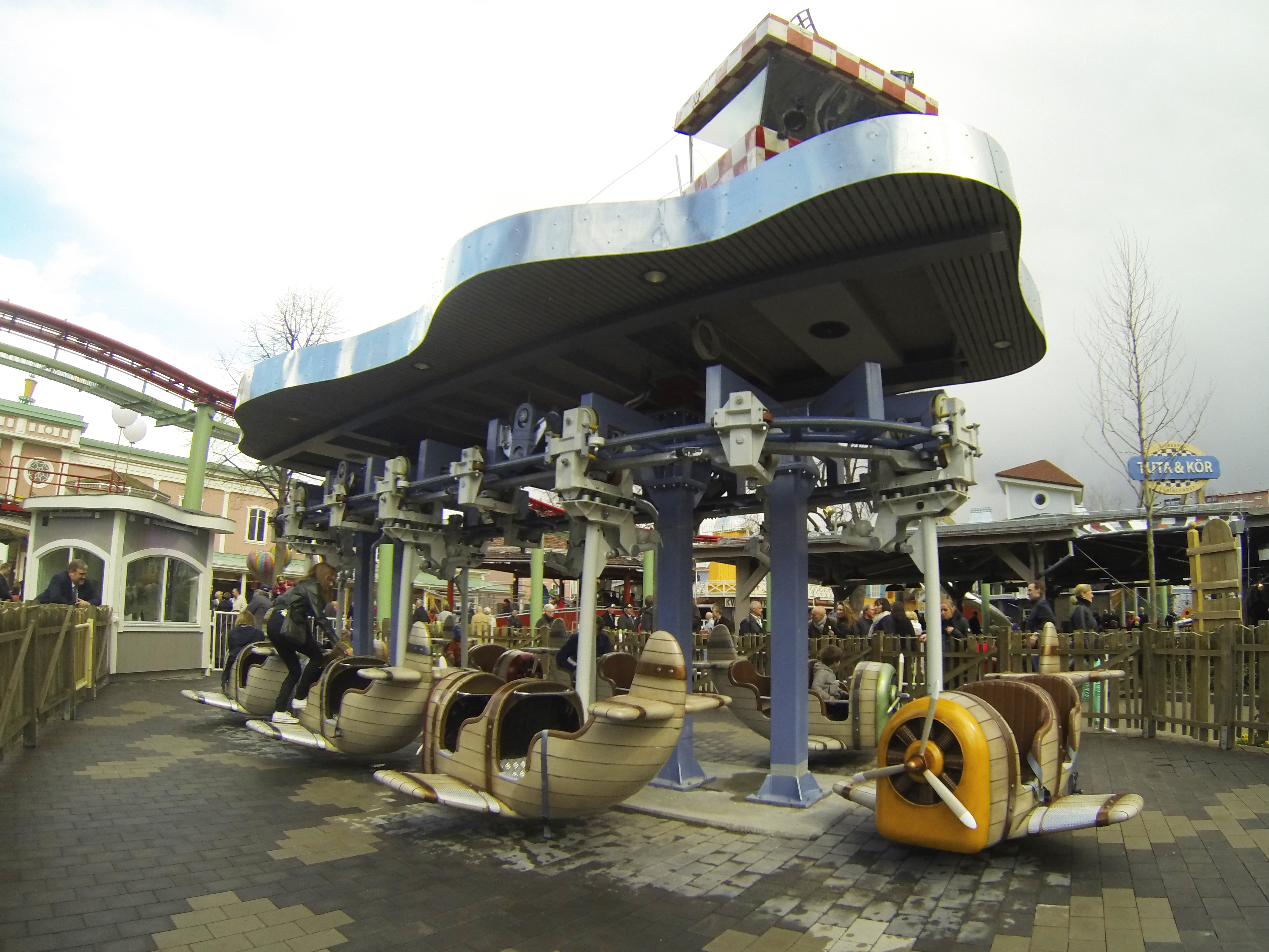
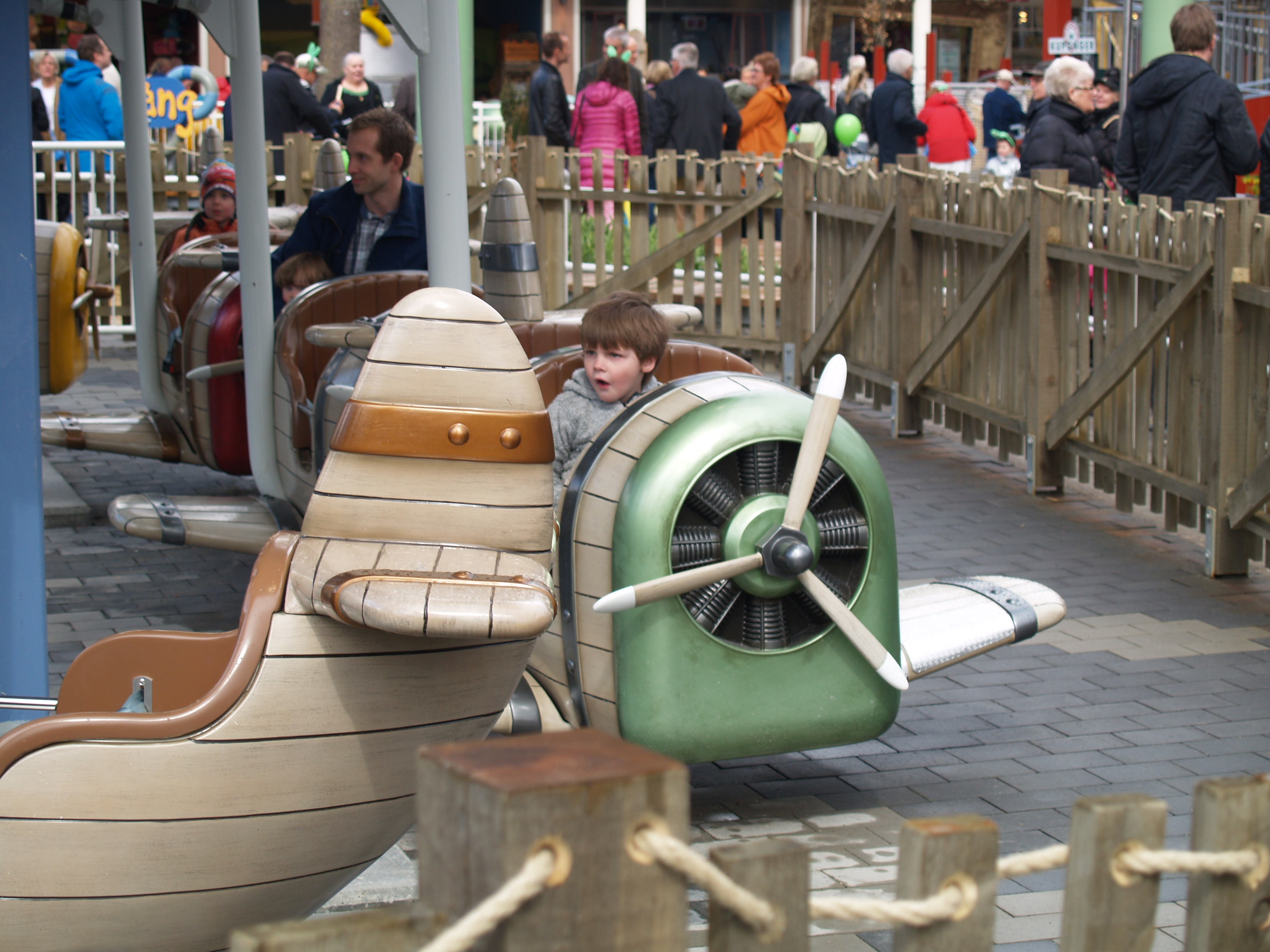
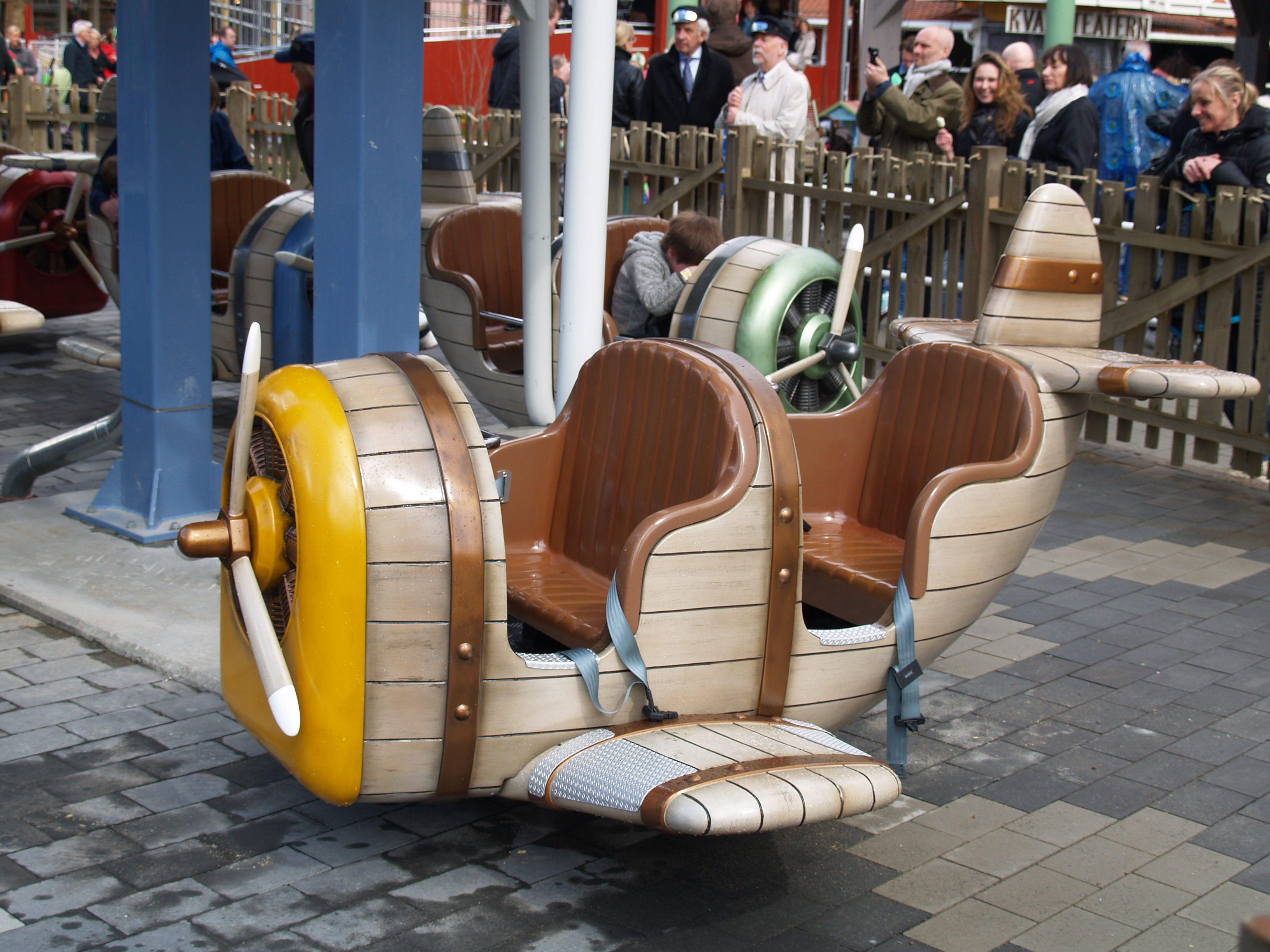

- Wikimedia Commons har media som rör Flygis.